# Malpighia obtusifolia
Malpighia obtusifolia är en tvåhjärtbladig växtart som beskrevs av George Richardson Proctor. Malpighia obtusifolia ingår i släktet Malpighia och familjen Malpighiaceae. Inga underarter finns listade i Catalogue of Life.